# Rainer Cordes
Rainer Cordes (* 1964) ist ein ehemaliger deutscher Handballspieler.

## Werdegang
Cordes wuchs im Ruhrgebiet auf und spielte Handball beim OSC Rheinhausen. Der auf Halblinks eingesetzte Spieler wechselte zu TuSEM Essen und wurde mit der Mannschaft 1986 deutscher Meister. 1986/87 stieg er mit TuSpo Nürnberg in die Handball-Bundesliga auf, in den Farben des fränkischen Vereins war er in der Saison 1987/88 siebtbester Torschütze der Bundesliga und zweitbester deutscher Torschütze der Spielklasse. 1988 wechselte er zur SG Weiche-Handewitt, nachdem eine Rückkehr nach Essen zuvor beschlossene Sache gewesen war, Cordes aber doch absagte, als TuSEM für dieselbe Spielposition auch Erik Veje Rasmussen holte. Für die SG Weiche-Handewitt beziehungsweise die 1990 aus ihr entstandene Nachfolgemannschaft SG Flensburg-Handewitt lief Cordes acht Jahre lang auf. Nach dem zwischenzeitlichen Bundesliga-Abstieg kehrte er mit der SG 1992 in die höchste deutsche Spielklasse zurück. Insgesamt erzielte Cordes für die SG Weiche-Handewitt beziehungsweise die SG Flensburg-Handewitt 1071 Tore, von 1990 bis 1992 war er Mannschaftskapitän der SG Flensburg-Handewitt. Cordes bestritt fünf A-Länderspiele für Deutschland, erstmals wurde er im Sommer 1988 in die Nationalmannschaft berufen.
Bereits während seiner Handballlaufbahn, die 1996 endete, baute er einen Betrieb für Mediengestaltung und -herstellung auf, mit dem er unter anderem die Hallenhefte der SG Flensburg-Handewitt und des HSV Hamburg auflegte.
Nach seinem Abschied von der SG verstärkte Cordes ein Spieljahr lang den MTV Leck in der Oberliga, gefolgt von einer elfjährigen Tätigkeit beim DHK Flensborg, bei dem er sich als Spielertrainer, Trainer und Sportlicher Leiter einbrachte. 2008 übernahm er bei der SG Flensburg-Handewitt das Traineramt bei der dritten Herrenmannschaft, betreute später des Weiteren eine Jugendmannschaft. In eigener sportlicher Betätigung wandte er sich dem Triathlon zu.